# Babin (Lublin)
Pour les articles homonymes, voir Babin.
Babin (prononciation : [anˈnɔpɔl]) est un village polonais de la gmina de Bełżyce dans le powiat de Lublin de la voïvodie de Lublin dans l'est de la Pologne.
Il se situe à environ 2 kilomètres à l'est de Bełżyce (siège de la gmina) et 22 kilomètres à l'ouest de Lublin (siège du powiat et capitale de la voïvodie).
Le village comptait approximativement une population de 830 habitants en 2007.

## Histoire
Une grande escarmouche a eu lieu près du village pendant l'Insurrection de Novembre (17 avril 1831).
De 1975 à 1998, le village est attaché administrativement à l'ancienne Voïvodie de Lublin.

Depuis 1999, il fait partie de la nouvelle voïvodie de Lublin.